# قائمة الممثلون المشاركون في طاش ما طاش

## من السعودية
| - عبد الله السدحان - ناصر القصبي - يوسف الجراح - فهد الحيان - مشعل الدايل - محمد العيسى - محمد الطويان - عبد الله المزيني - عبد الإله السناني - عبد الله السناني | - عبد العزيز المبدل - عبد العزيز السكيرين - حبيب الحبيب - أحمد الهذيل - سعد المدهش - سعد الصالح - حمد المزيني - إبراهيم الحساوي - بشير الغنيم - ريم عبد الله | - نواف الجابر - ناجية الربيع - راشد الشمراني - خالد سامي - حسن عسيري - يوسف اليوسف - علي إبراهيم - نايف المالكي - خالد العليان - وجنات الرهبيني - بو هلال | - سمير الناصر - فايز المالكي - مشعل المطيري - بكر الشدي - نوال محمد - أمل حسين - محمد بخش - ليلى السلمان - شيرين حطاب - أغادير السعيد | - شافي الحارثي - أحمد العبيد - ريماس منصور - محمد المفرح - ماجد مطرب - صالح الحناكي - خالد منقاح |

## من دول الخليج العربي
| - زينب العسكري - هيفاء حسين - لطيفة المجرن - إبتسام العطاوي - فضيلة المبشر - سمية الخنة - سعاد علي - زهرة عرفات - حورية عرفات - شيماء سبت | - أمينة القفاص - أميرة محمد - زهور حسين - مريم الصالح - حسن البلام - هيا الشعيبي - مونيا - صمود - ملاك - هدى الخطيب | - شمعة محمد |

## من الدول العربية
| - عبير عيسى - ناريمان عبد الكريم - داوود جلاجل - زهير النوباني - هشام يانس - أمل الدباس - نجلاء عبد الله - هيام جباعي - رنا أبو غالي - يوسف داود | - مها عز الدين - غريب محمود - لمياء طارق - صفاء سلطان - جهاد سعد - صفاء رقماني - ليلى سمور - ريفان كنعان - خالد السيد |

## من دول العالم
- سريا رشيد